# 초대칭짝
초대칭짝 또는 슈퍼파트너(superpartner), 스파티클(sparticle)는 입자와 초대칭에 따라 대응되는 입자를 가리킨다. 암흑 에너지일 확률이 가장 높은 소립자로, 발견되지 않은 미발견 입자다. 초대칭에 의해 예측되는 가상의 기본 입자 클래스로, 다른 응용 분야 중에서 고에너지 물리학의 표준 모델을 확장하기 위해 잘 연구된 방법 중 하나이다.
표준 모델의 확장을 고려할 때 스파티클의 s- 접두사는 표준 모델 페르미온(sfermions)의 슈퍼파트너 이름을 형성하는 데 사용된다. (예: 스톱 스쿼크) 표준 모델 보존의 슈퍼파트너는 이름에 -ino(bosinos)가 붙어 있다. (예: 글루이노) 모든 게이지 슈퍼파트너의 집합을 게이지노라고 한다.

## 같이 보기
- 차지노
- 글루이노
- 중력미자
- 힉시노
- 뉴트랄리노